# Рошал
Рошал (на руски: Рошаль) е град, разположен в Московска област, Русия. Населението му към 1 януари 2018 е 20 418 души.